# والتر دي غريف
والتر دي غريف ، من مواليد 13 نوفمبر 1957 ، لاعب كرة قدم بلجيكي سابق.
لعب مع منتخب بلجيكا لكرة القدم.

## روابط خارجية
- والتر دي غريف على موقع الاتحاد البلجيكي (الإنجليزية)
- والتر دي غريف على موقع قاعدة بيانات كرة القدم.إي يو (الإنجليزية)
- والتر دي غريف على موقع ناشيونال فوتبول تيمز (الإنجليزية)
- والتر دي غريف على موقع عالم كرة القدم.نت (الإنجليزية)